# Экстезерь (Тобольский район)
Экстезерь  — деревня в Тобольском районе Тюменской области России.  Входит в состав Малозоркальцевского сельского поселения.

## География
Деревня находится в северной части Тюменской области, в пределах Западно-Сибирской равнины, у реки Вахталка, вблизи её впадения в Иртыш.

### Климат
Климат характеризуется как резко континентальный, с длительной морозной зимой и коротким тёплым летом. Средняя многолетняя температура самого холодного месяца (января) составляет −18,6 °С (абсолютный минимум — −49 °С), температура самого тёплого (июля) — 17,6 °С (абсолютный максимум — 38 °С). Безморозный период длится в течение 111 дней. Среднегодовое количество осадков — 200—427 мм, из которых около 70 % приходится на период с мая по сентябрь. Снежный покров держится в среднем 156 дней.

## История
- 1931 году был организован колхоз "Путь Ленина", в 1951 году было объединение в колхоз "Жданова".

## Население
| 2010 |
| ---- |
| 20   |

## Инфраструктура
Личное подсобное хозяйство с зоной сельскохозяйственного использования, индивидуальная застройка усадебного типа.

## Транспорт
- Автобусное сообщение
- Паромная переправа через реку Иртыш